# پرسی هامفری
پرسی هامفری (به انگلیسی: Percy Humphreys) بازیکن فوتبال زادهٔ ۳ دسامبر ۱۸۸۰ اهل انگلستان بود که سابقهٔ بازی در تیم ملی فوتبال انگلستان را در کارنامهٔ خود دارد. وی در تاریخ ۴ آوریل ۱۹۰۳ تنها بازی ملی خود را در مقابل تیم ملی فوتبال اسکاتلند انجام داد.